# Hradčany (Praga)

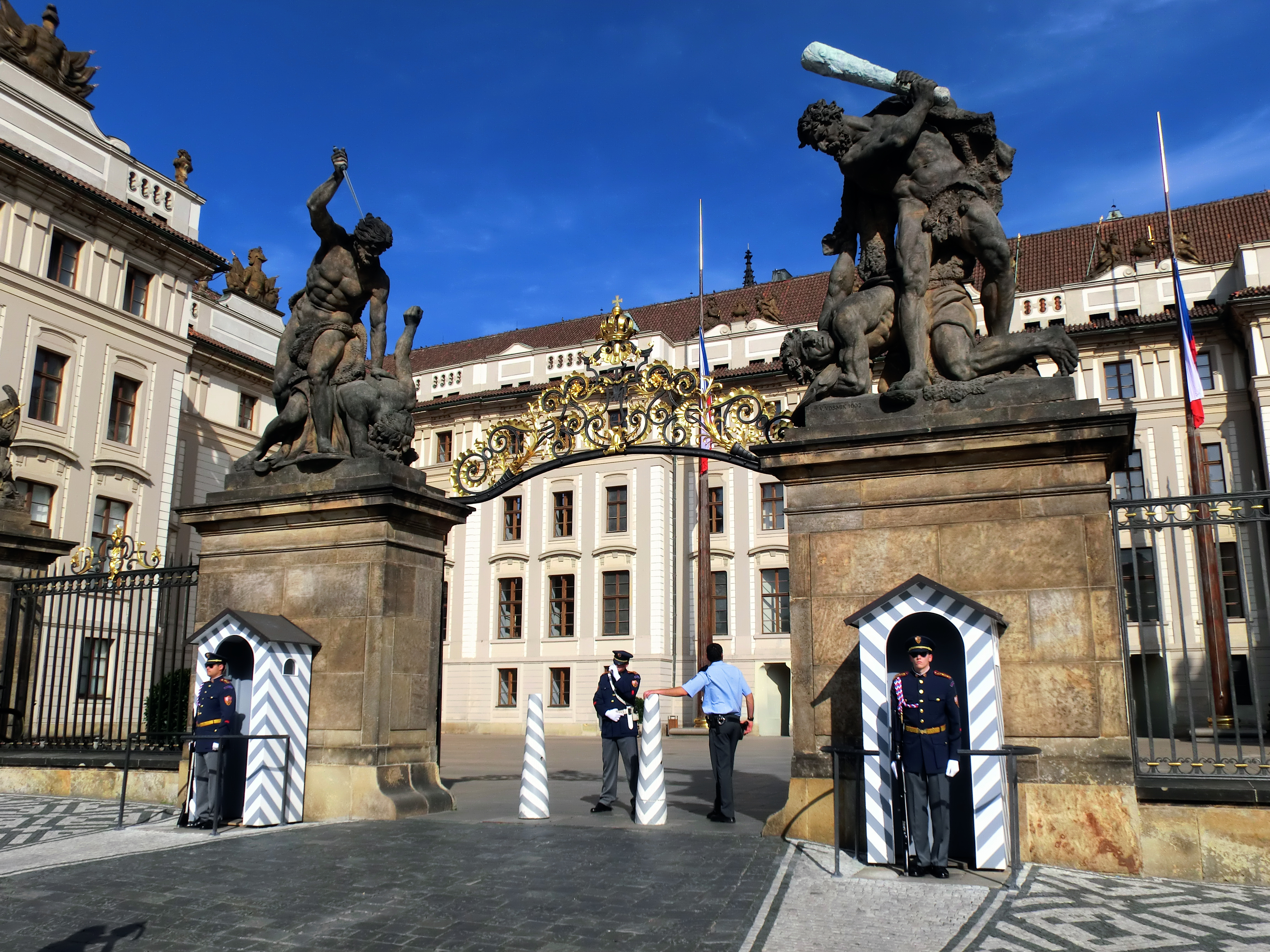
Ingresso del Castello di Praga

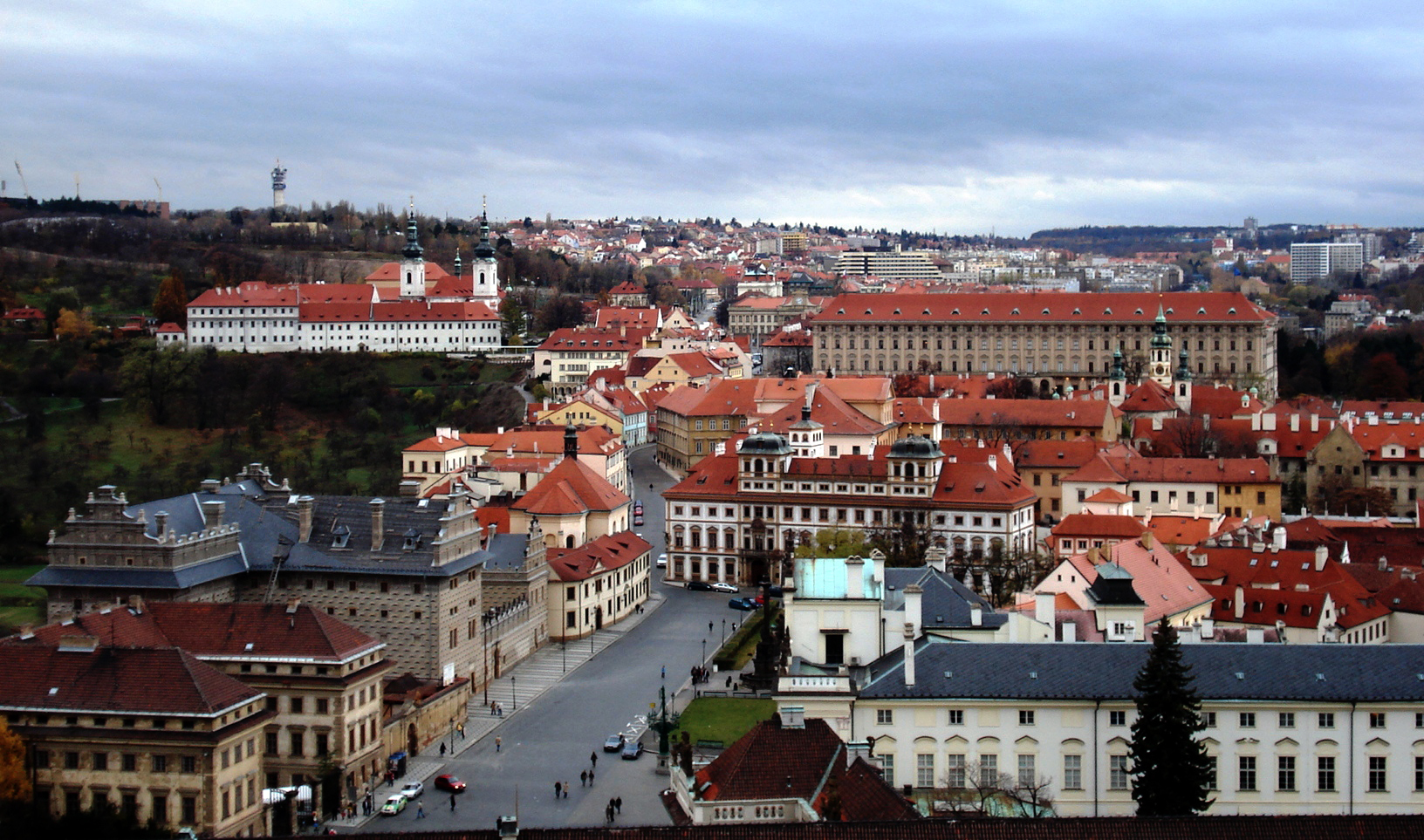
Panorama di Hradčany dalla torre della Cattedrale di San Vito

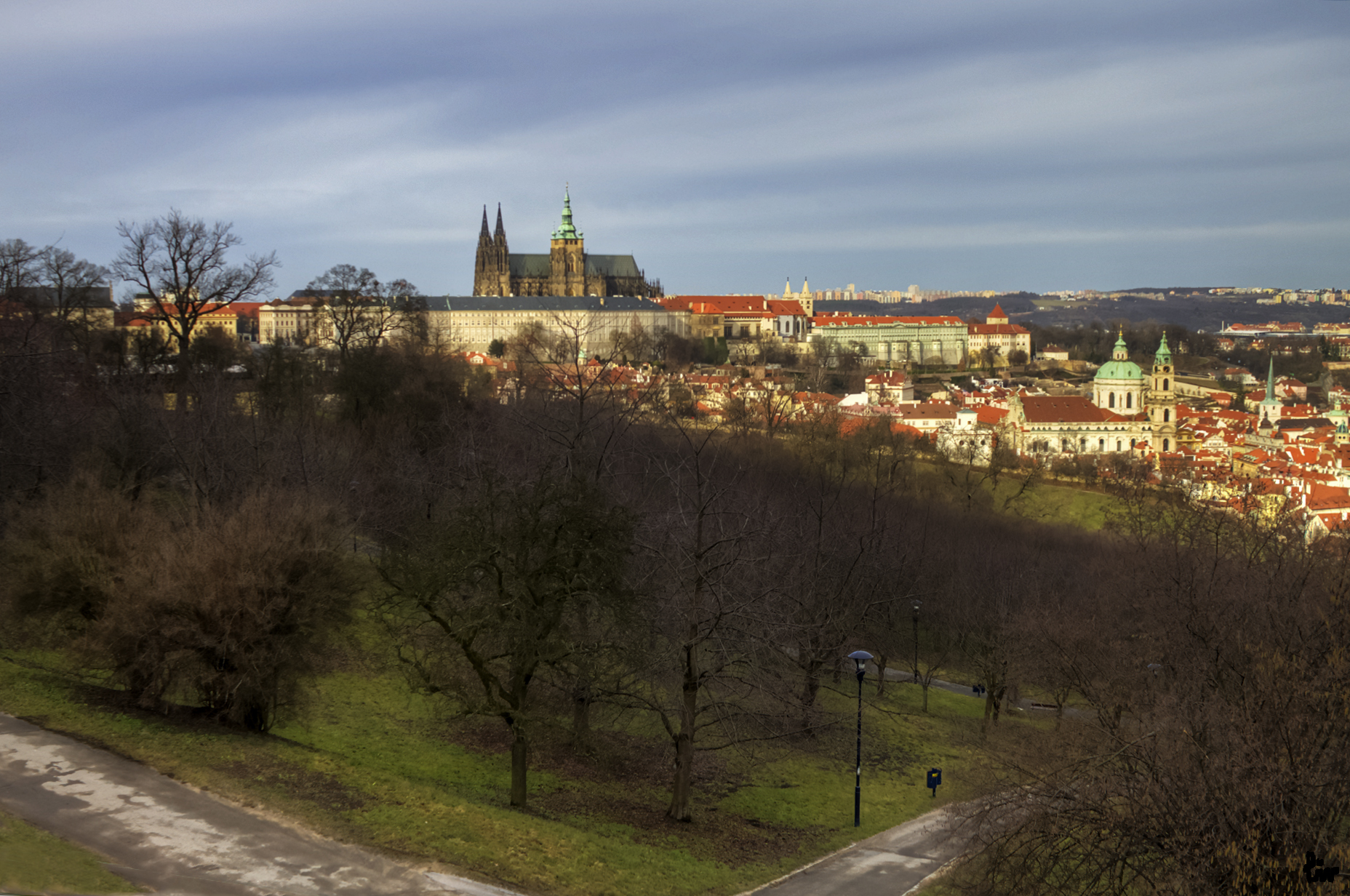
Veduta del Castello di Praga dalla collina di Petrin

Hradčany  (Ceco: [ˈɦrad̥t͡ʃanɪ]; in tedesco Hradschin), tradotto Quartiere del Castello, è un quartiere di Praga che circonda il complesso del Castello di Praga; la sua estensione è di 151 ettari ed è compreso nei distretti di Praga 1 e Praga 6.

## Storia
Il 23 maggio 1618 nell’antico palazzo reale di Hradčany, collocato nell’omonimo quartiere e situato presso il Castello di Praga, alcuni rappresentanti dell’aristocrazia boema fecero irruzione nel palazzo e scaraventarono giù dalla finestra due rappresentanti imperiali e il loro segretario. Questo evento, conosciuto come la “defenestrazione di Praga” diede inizio alla ribellione del paese e quindi alla guerra dei Trent’anni.
Il 12 febbraio 1784 Hradčany entrò a far parte della Grande Praga (ceco: Královské hlavní město Praha) con Staré Město, Nové Město e Malá Strana. In ceco hrad significa castello, e nelle lingue slave la parola si trova anche in altre forme, quali gorod, grod, grad, horod con significato talvolta di città, borgo, e nei toponimi, quali ad esempio Hradec Králové (Città della Regina o Königgrätz in tedesco), Volgograd (Città della Volga), Novgorod (Città Nuova); il gord era un tipo di insediamento fortificato in uso, appunto, tra gli slavi. 
Hradčany indica comunemente la zona sulla collina che domina Malá Strana e la Città Vecchia, con il Palazzo Reale, la cattedrale di San Vito, la basilica e il monastero di San Giorgio, la chiesa di tutti i Santi, la cappella della Santa Croce, i giardini, i palazzi rinascimentali e in stile barocco che i nobili si facevano costruire in prossimità dei luoghi del potere e il Vicolo d'Oro. Per metonimia talvolta Hradčany indica il castello stesso.